# Thomas de Quincey
Thomas de Quincey (n. 15 august 1785, Manchester, Regatul Marii Britanii – d. 8 decembrie 1859, Edinburgh, Regatul Unit al Marii Britanii și Irlandei) a fost un eseist, prozator și jurnalist englez.

## Opera
- 1834/1840: Amintiri despre poeții lacurilor („Recollections of the Lake Poets”);
- 1821/1822: Confesiunile unui opioman englez („Confessions of an English Opium Eater”);
- 1823: Povestiri populare și romanțe ale națiunilor nordice („Popular Tales and Romances of the Northern Nations”).

De Quincey a colaborat la Encyclopedia Britannica (ediția a treia. 1827/1842), cu articole despre marii scriitori englezi și germani.